# Strada provinciale 51 della Santa
La strada provinciale 51 della Santa (SP 51) (detta anche semplicemente Santa o la Santa) è una strada provinciale della provincia di Lecco.
Si tratta di una delle principali arterie della provincia e un frequentato itinerario nord-sud, che collega la superstrada Nuova Valassina (nei pressi della galleria del monte Barro) a Casatenovo (località Cascina San Mauro). Dopo Casatenovo la strada prosegue in provincia di Milano come SP 7 (e poi SP 45), raggiungendo la tangenziale Est nei pressi di Vimercate.
La strada costituisce una valida e scorrevole alternativa alla più trafficata superstrada Nuova Valassina.
Attraversando il cuore della Brianza, offre notevoli scorci paesaggistici, specialmente nei pressi del parco di Montevecchia e del massiccio del monte di Brianza.